# Lista monumentelor ocrotite de stat din raionul Cimișlia
Lista monumentelor din raionul Cimișlia cuprinde monumentele patrimoniului cultural din raionul Cimișlia înscrise în Registrul monumentelor Republicii Moldova ocrotite de stat.
Registrul monumentelor Republicii Moldova ocrotite de stat a fost aprobat prin Hotărârea Parlamentului nr. 1531-XII împreună cu Legea nr. 1530-XII privind ocrotirea monumentelor RM din 22 iunie 1993. În Monitorul Oficial nr. 1 din 1994 a fost publicată doar Legea, fără a include însă și Registrul, care a fost publicat mult mai târziu, la 2 februarie 2010. A nu se confunda cu Registrul arheologic național sau cel al monumentelor de for public, care sunt liste diferite ce vizează doar anumite compartimente ale patrimoniului cultural, întocmite în baza unor legi separate.
Lista completă este menținută și actualizată periodic de către Ministerul Culturii din Republica Moldova, dar înainte ca modificările să intre în vigoare acestea trebuie să fie aprobate de către Parlament. Această listă este menită să cuprindă și actualizările ulterioare.
| Nr. | Localizare                                                                   | Denumire | Datare   | Tip | Însemnătate | Imagine                 | Erori             |
| --- | ---------------------------------------------------------------------------- | --- | -------- | --- | ----------- | ----------------------- | ----------------- |
| 195 | Cimișlia 46°31′18″N 28°46′52″E / 46.521710781658°N 28.780987349703°E         | Biserica „Adormirea Maicii Domnului”                                                                            | 1865     | At  | N           | galerie \| Încarcă foto | Raportează eroare |
| 196 | Cimișlia 46°31′14″N 28°47′01″E / 46.520569473659°N 28.783480364201°E         | Monument la mormântul comun al 701 ostași și în memoria consătenilor căzuți în război (1941-1945)               |          | Is  | N           | galerie \| Încarcă foto | Raportează eroare |
| 197 | Albina                                                                       | Monument la mormântul ostașului căzut în 1941 și în memoria consătenilor căzuți în război (1941-1945)           |          | Is  | N           | Încarcă foto            | Raportează eroare |
| 198 | Alexandrovca                                                                 | Monument la mormântul comun al ostașilor și în memoria consătenilor căzuți în război (1941-1945)                |          | Is  | N           | Încarcă foto            | Raportează eroare |
| 199 | Bogdanovca Veche 46°28′30″N 28°49′39″E / 46.47501328964°N 28.827399268528°E  | Biserica „Acoperământul Maicii Domnului”                                                                        | 1915     | At  | N           | galerie \| Încarcă foto | Raportează eroare |
| 200 | Bogdanovca Veche 46°28′32″N 28°49′34″E / 46.475477974501°N 28.826023884439°E | Monument în memoria consătenilor căzuți în război (1941-1945)                                                   |          | Is  | N           | galerie \| Încarcă foto | Raportează eroare |
| 201 | Cenac 46°28′29″N 28°38′28″E / 46.474714100409°N 28.640992408067°E            | Biserica de lemn „Sf. Nicolae”                                                                                  | 1853     | At  | N           | Încarcă foto            | Raportează eroare |
| 202 | Cenac 46°28′36″N 28°38′23″E / 46.47655°N 28.639701°E                         | Monument în memoria consătenilor căzuți în război (1941-1945)                                                   |          | Is  | L           | Încarcă foto            | Raportează eroare |
| 203 | Cenac                                                                        | Monument la mormântul comun al ostașilor căzuți în 1944                                                         |          | Is  | N           | Încarcă foto            | Raportează eroare |
| 204 | Ciucur-Mingir 46°26′33″N 28°45′26″E / 46.442381531987°N 28.757342972785°E    | Biserica „Sf. Arhangheli Mihail și Gavriil”                                                                     | 1890     | Is  | N           | galerie \| Încarcă foto | Raportează eroare |
| 205 | Ciucur-Mingir 46°26′23″N 28°45′06″E / 46.439782593958°N 28.751565259758°E    | Monument la mormântul comun al ostașilor căzuți în 1944                                                         |          | Is  | N           | galerie \| Încarcă foto | Raportează eroare |
| 206 | Coștangalia                                                                  | Monument la mormântul ostașilor și în memoria consătenilor căzuți în război (1941-1945)                         |          | Is  | N           | Încarcă foto            | Raportează eroare |
| 207 | Ecaterinovca 46°34′53″N 28°44′59″E / 46.581521°N 28.749634°E                 | Monument la mormântul comun al ostașilor căzuți în 1944 și în memoria consătenilor căzuți în război (1941-1945) |          | Is  | N           | galerie \| Încarcă foto | Raportează eroare |
| 208 | Fetița 46°41′34″N 28°40′48″E / 46.692666595795°N 28.679954280063°E           | Monument la mormântul comun al ostașilor căzuți în 1944 și în memoria consătenilor căzuți în război (1941-1945) |          | Is  | N           | galerie \| Încarcă foto | Raportează eroare |
| 209 | Gradiște                                                                     | Biserica „Sf. Gheorghe”                                                                                         | 1819     | Is  | N           | Încarcă foto            | Raportează eroare |
| 210 | Gradiște 46°36′42″N 28°45′19″E / 46.611781681982°N 28.755191855342°E         | Monument la mormântul comun al ostașilor căzuți în 1944 și în memoria consătenilor căzuți în război (1941-1945) |          | Is  | N           | galerie \| Încarcă foto | Raportează eroare |
| 211 | Gura Galbenei 46°41′47″N 28°42′11″E / 46.696463255108°N 28.703004866436°E    | Biserica „Sf. Trei Ierarhi”                                                                                     | 1885     | At  | N           | galerie \| Încarcă foto | Raportează eroare |
| 212 | Gura Galbenei                                                                | Monument în memoria consătenilor căzuți în război (1941-1945)                                                   |          | Is  | L           | Încarcă foto            | Raportează eroare |
| 213 | Hîrtop 46°39′18″N 28°40′49″E / 46.654913742714°N 28.680287398974°E           | Biserica „Sf. Arhangheli Mihail și Gavriil”                                                                     | 1913     | At  | N           | galerie \| Încarcă foto | Raportează eroare |
| 214 | Hîrtop 46°39′18″N 28°40′53″E / 46.655031692629°N 28.681305069102°E           | Monument la mormântul ostașilor căzuți în 1944 și în memoria consătenilor căzuți în război (1941-1945)          |          | Is  | N           | galerie \| Încarcă foto | Raportează eroare |
| 215 | Ialpujeni 46°34′24″N 28°37′21″E / 46.573372058135°N 28.622496286069°E        | Biserica „Sf. Nicolae”                                                                                          | 1896     | At  | N           | Încarcă foto            | Raportează eroare |
| 216 | Iurievca 46°40′04″N 28°45′52″E / 46.667881°N 28.764471°E                     | Monument la mormântul ostașilor și în memoria consătenilor căzuți în război (1941-1945)                         |          | Is  | N           | galerie \| Încarcă foto | Raportează eroare |
| 217 | Javgur 46°32′21″N 28°36′50″E / 46.539137605487°N 28.613948178426°E           | Biserica de lemn „Sf. Iachim și Anna”                                                                           | 1883     | At  | N           | Încarcă foto            | Raportează eroare |
| 218 | Javgur                                                                       | Monument la mormântul ostașilor și în memoria consătenilor căzuți în război (1941-1945)                         |          | Is  | N           | Încarcă foto            | Raportează eroare |
| 219 | Lipoveni 46°43′56″N 28°45′07″E / 46.732320521665°N 28.751987408555°E         | Biserica „Sf. Cuvioasă Paraschiva”                                                                              | sec. XIX | At  | N           | galerie \| Încarcă foto | Raportează eroare |
| 220 | Mereni                                                                       | Monument la mormântul ostașilor și în memoria consătenilor căzuți în război (1941-1945)                         |          | Is  | N           | Încarcă foto            | Raportează eroare |
| 221 | Mihailovca 46°33′06″N 28°55′58″E / 46.551718899659°N 28.93265233222°E        | Biserica „Sf. Arhangheli Mihail și Gavriil”                                                                     | sec. XIX | At  | N           | galerie \| Încarcă foto | Raportează eroare |
| 222 | Mihailovca 46°33′12″N 28°56′00″E / 46.553243571105°N 28.933383610356°E       | Monument la mormântul comun al 22 ostași și în memoria consătenilor căzuți în război (1941-1945)                |          | Is  | N           | galerie \| Încarcă foto | Raportează eroare |
| 223 | Suric 46°37′44″N 28°52′34″E / 46.628923692769°N 28.87617002601°E             | Monument la mormântul comun al ostașilor și în memoria consătenilor căzuți în război (1941-1945)                |          | Is  | N           | galerie \| Încarcă foto | Raportează eroare |
| 224 | Sagaidac 46°39′28″N 28°50′51″E / 46.657911893659°N 28.847573404737°E         | Biserica „Sf. Nicolae”                                                                                          | 1859     | At  | N           | galerie \| Încarcă foto | Raportează eroare |
| 225 | Sagaidac 46°39′30″N 28°50′39″E / 46.658289466038°N 28.844143129496°E         | Monument la mormântul ostașilor și în memoria consătenilor căzuți în război (1941-1945)                         |          | Is  | N           | galerie \| Încarcă foto | Raportează eroare |
| 226 | Satul Nou 46°36′52″N 28°54′40″E / 46.614322765095°N 28.910995863313°E        | Biserica „Sf. Dumitru”                                                                                          | 1869     | At  | N           | galerie \| Încarcă foto | Raportează eroare |
| 227 | Schinoșica                                                                   | Monument la mormântul comun al ostașilor și în memoria consătenilor căzuți în război (1941-1945)                |          | At  | N           | Încarcă foto            | Raportează eroare |
| 228 | Topala                                                                       | Monument la mormântul comun al ostașilor și în memoria consătenilor căzuți în război (1941-1945)                |          | Is  | L           | Încarcă foto            | Raportează eroare |
| 230 | Valea Perjei                                                                 | Monument la mormântul comun al ostașilor și în memoria consătenilor căzuți în război (1941-1945)                |          | Is  | L           | Încarcă foto            | Raportează eroare |